# Pristurus insignis
Pristurus insignis — вид геконоподібних ящірок родини Sphaerodactylidae. Ендемік Ємену.

## Поширення і екологія
Pristurus insignis є ендеміками острова Сокотра, де мешкають переважно у східній частині острова. Вони живуть серед скельних виступів і великих валунів, трапляють у ваді і пальмових гаях. Зустрічаються на висоті від 5 до 1170 м над рівнем моря.